# Stella al merito sportivo
La stella al merito sportivo è un'onorificenza del Comitato olimpico nazionale italiano.

## Storia
L'onorificenza venne istituita il 20 dicembre 1933 per premiare "i presidenti di federazioni sportive che più si siano distinte, durante un biennio, in affermazioni di carattere internazionale". L'assegnazione fu successivamente estesa anche a "fascisti, corpi armati, enti che abbiano svolto lodevole attività sportiva".
In seguito venne concessa per premiare atleti, tecnici, dirigenti e società che si fossero particolarmente distinti nel dare lustro allo sport italiano.
L'onorificenza della stella al merito sportivo ha tre distinti gradi: d'oro, d'argento e di bronzo.

## Faleristica

### 20 dicembre 1933 ― 25 luglio 1943

Classe unica

### 12 dicembre 1964 ― 18 dicembre 2014

Stella d'oro
Stella d'argento
Stella di bronzo

### Dal 18 dicembre 2014

Stella d'oro
Stella d'argento
Stella di bronzo

## Conferimento
Può essere concessa alla bandiera di un ente sportivo, a personalità sportive (dirigenti) che hanno dato un notevole contributo allo sport italiano, a personalità sportive straniere che abbiano contribuito alla diffusione dell'attività agonistica, ai gruppi sportivi militari e civili e ai gruppi sportivi dei Corpi di Polizia esclusivamente a livello nazionale. Le condizioni necessarie per il conferimento dell'onorificenza sono le seguenti:
- Stella d'oro al merito sportivo

50 anni di attività per una società
30 anni di attività per una personalità sportiva
- Stella d'argento al merito sportivo

30 anni di attività per una società
20 anni di attività per una personalità sportiva
- Stella di bronzo al merito sportivo

20 anni di attività per una società
12 anni di attività per una personalità sportiva
La Commissione benemerenze sportive propone annualmente l'assegnazione delle Stelle al merito sportivo, nella quantità massima prevista dal regolamento:
- 120 d'oro (80 per le personalità sportive e 20 per le società)
- 250 d'argento (150 per i dirigenti e 50 per le società)
- 500 di bronzo (400 per i dirigenti e 100 per le società)

Stella d'oro al merito sportivo
Stella d'argento al merito sportivo
Stella di bronzo al merito sportivo